# Archer City (Teksas)
Archer City je grad u američkoj saveznoj državi Teksas. Prema popisu stanovništva iz 2010. u njemu je živjelo 1.834 stanovnika.